# Antoni Ciszak
Antoni Ciszak (ur. 13 stycznia 1881 w Pniewach, zm. 29 kwietnia 1935 w Poznaniu) – polityk polski, działacz Narodowej Partii Robotniczej, poseł na Sejm I, II i III kadencji w II RP.

## Życiorys
Pochodził z rodziny chłopskiej, był synem Józefa. Po ukończeniu szkoły ludowej pracował jako ślusarz w Berlinie, należał do Socjaldemokratycznej Partii Niemiec; działał również w stowarzyszeniach polskich. Od 1918 zaangażowany w działalność Narodowego Stronnictwa Robotników, był m.in. sekretarzem wojewódzkim w Poznaniu; w 1920 został członkiem nowej Narodowej Partii Robotniczej (NPR) i kontynuował pracę jako sekretarz poznańskiej organizacji partyjnej. Wszedł także do Głównego Komitetu Wykonawczego NPR, a w 1922 został po raz pierwszy wybrany do Sejmu RP. Przed przewrotem majowym sprzeciwiał się wejściu NPR do koalicyjnego rządu Wincentego Witosa.
15 sierpnia 1926 dokonał w NPR rozłamu i stanął na czele nowej partii – NPR-Lewicy; jako prezes został zatwierdzony na kongresie partii w październiku 1926 w Poznaniu i funkcję pełnił także po przekształceniu NPR-Lewicy w Narodowe Stronnictwo Pracy (1932). Od 1928 ponownie pełnił mandat poselski (przez dwie kadencje), kierując w Sejmie klubem parlamentarnym NPR-Lewicy. Był również działaczem związkowym, m.in. pełnił funkcję prezesa Rady Okręgowej Związku Związków Zawodowych w Poznaniu.
Jego poglądy polityczne charakteryzował radykalizm społeczny i antyklerykalizm, popierał jednocześnie rządy sanacji. Jego pogrzeb stał się demonstracją antyendecką. Obecnie jego grób znajduje się na cmentarzu Miłostowo w Poznaniu (pole 3, kwatera ewangelicka).

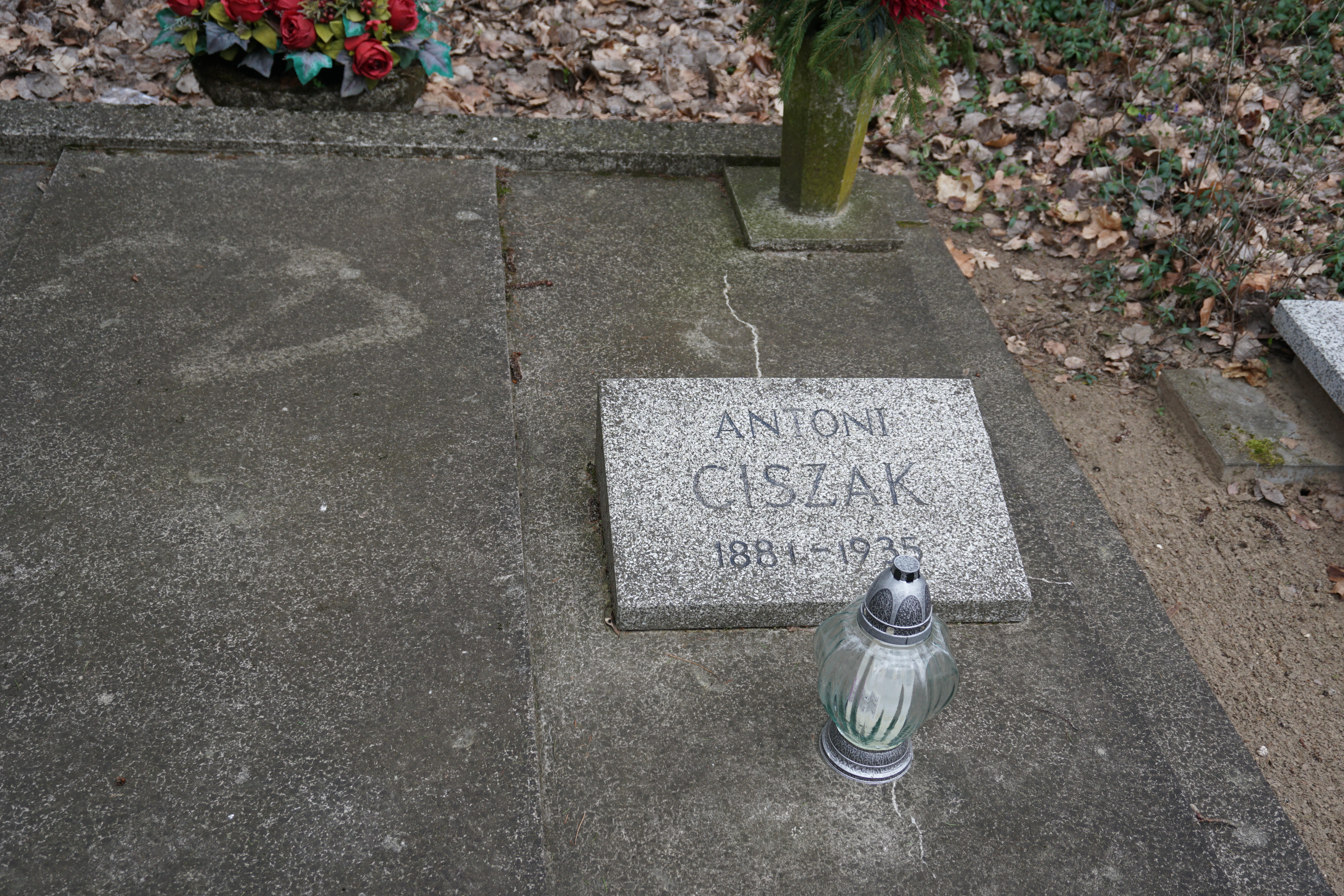
Fragment grobu Antoniego Ciszaka na cmentarzu Miłostowo